# Ault
Ault és un municipi francès situat al departament del Somme i a la regió dels Alts de França. L'any 2007 tenia 1.846 habitants.

## Demografia

### Població
El 2007 la població de fet d'Ault era de 1.846 persones. Hi havia 869 famílies de les quals 323 eren unipersonals (125 homes vivint sols i 198 dones vivint soles), 279 parelles sense fills, 215 parelles amb fills i 52 famílies monoparentals amb fills.
La població ha evolucionat segons el següent gràfic:
Habitants censats

### Habitatges

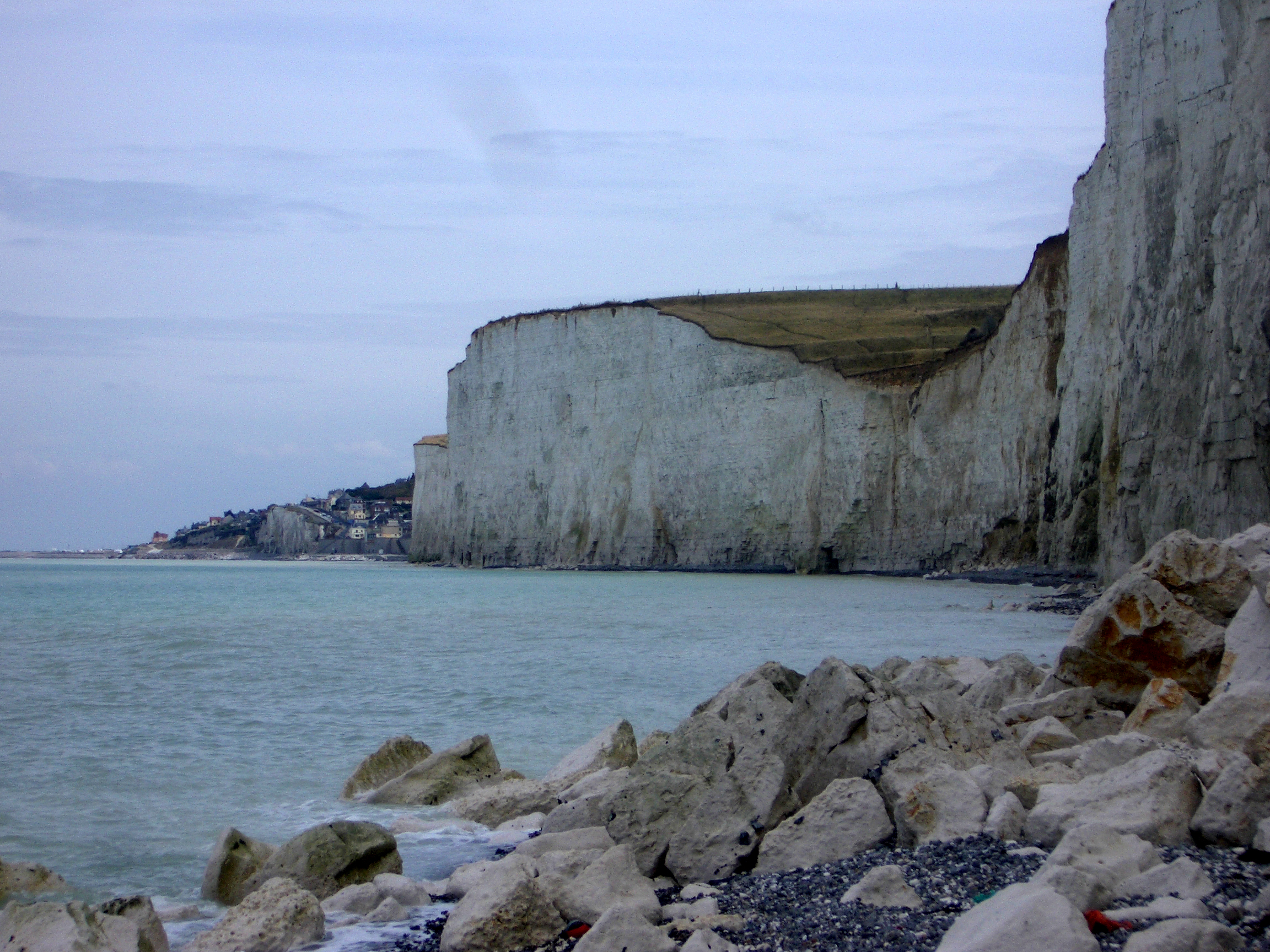
Falaises d'Ault

El 2007 hi havia 2.134 habitatges, 863 eren l'habitatge principal de la família, 1.108 eren segones residències i 163 estaven desocupats. 1.397 eren cases i 670 eren apartaments. Dels 863 habitatges principals, 511 estaven ocupats pels seus propietaris, 319 estaven llogats i ocupats pels llogaters i 32 estaven cedits a títol gratuït; 18 tenien una cambra, 112 en tenien dues, 196 en tenien tres, 222 en tenien quatre i 315 en tenien cinc o més. 400 habitatges disposaven pel capbaix d'una plaça de pàrquing. A 449 habitatges hi havia un automòbil i a 193 n'hi havia dos o més.

### Piràmide de població
La piràmide de població per edats i sexe el 2009 era:

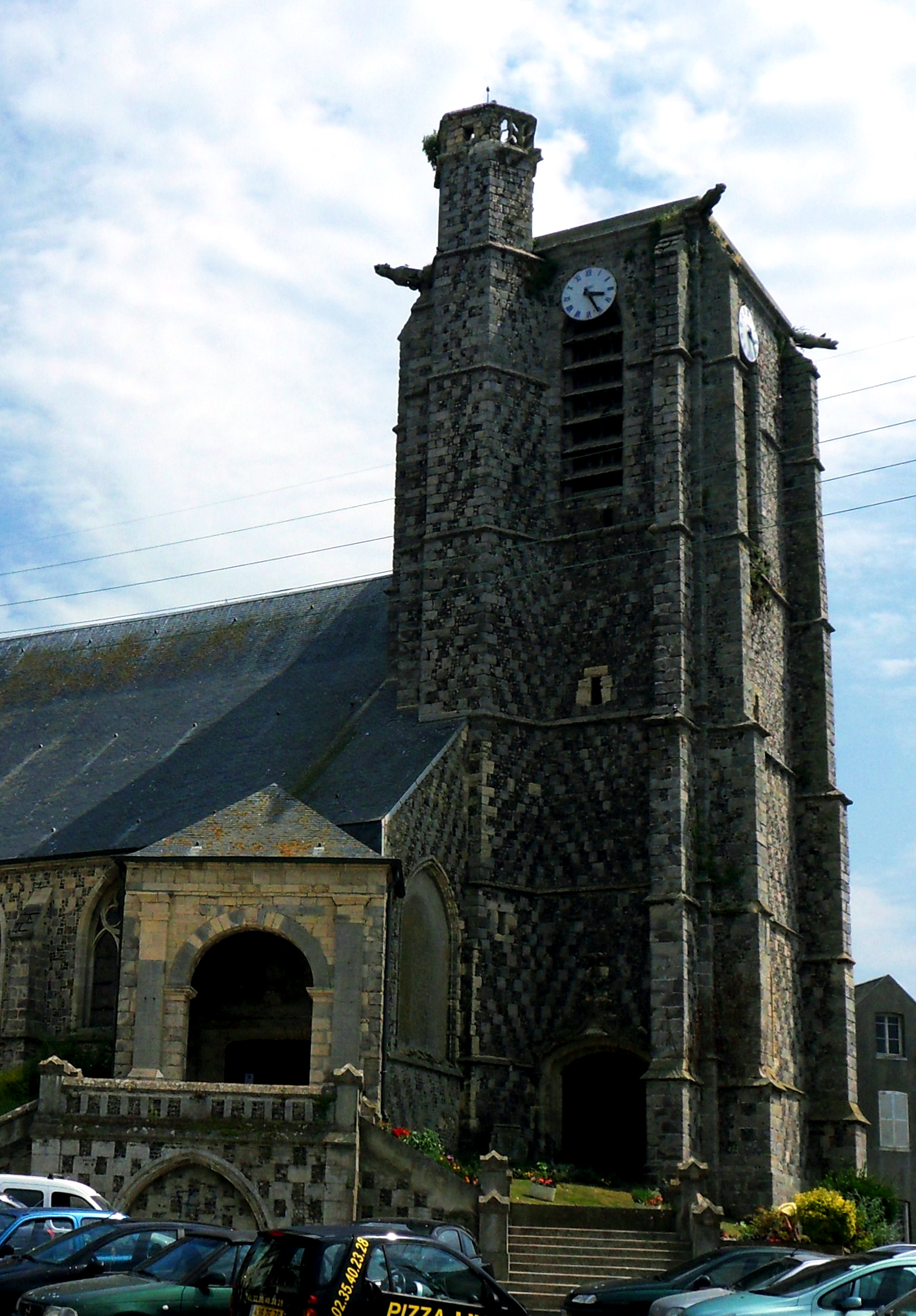
Església d'Ault

| Homes | Edats   | Dones |
| ----- | ------- | ----- |
| 0     | 95 o +  | 0     |
| 0     | 90 a 94 | 8     |
| 20    | 85 a 89 | 20    |
| 8     | 80 a 84 | 12    |
| 36    | 75 a 79 | 48    |
| 32    | 70 a 74 | 80    |
| 40    | 65 a 69 | 72    |
| 64    | 60 a 64 | 60    |
| 44    | 55 a 59 | 72    |
| 68    | 50 a 54 | 44    |
| 52    | 45 a 49 | 72    |
| 72    | 40 a 44 | 60    |
| 60    | 35 a 39 | 72    |
| 68    | 30 a 34 | 52    |
| 68    | 25 a 29 | 89    |
| 72    | 20 a 24 | 33    |
| 80    | 15 a 19 | 88    |
| 60    | 10 a 14 | 56    |
| 64    | 5 a 9   | 76    |
| 68    | 0 a 4   | 80    |

## Economia

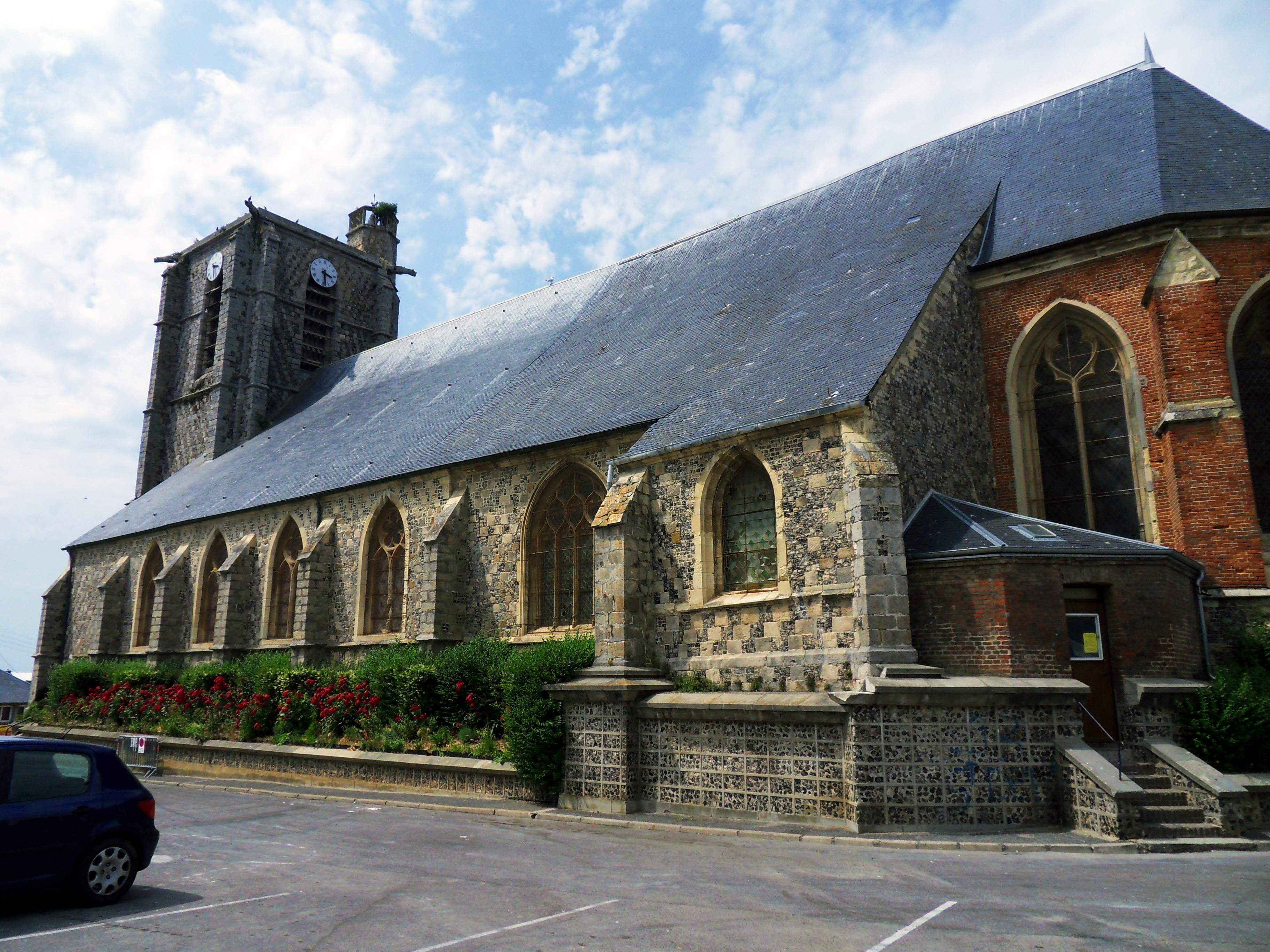

El 2007 la població en edat de treballar era de 1.151 persones, 735 eren actives i 416 eren inactives. De les 735 persones actives 576 estaven ocupades (327 homes i 249 dones) i 159 estaven aturades (76 homes i 83 dones). De les 416 persones inactives 152 estaven jubilades, 78 estaven estudiant i 186 estaven classificades com a «altres inactius».

### Ingressos
El 2009 a Ault hi havia 918 unitats fiscals que integraven 1.944,5 persones, la mediana anual d'ingressos fiscals per persona era de 14.417 €.

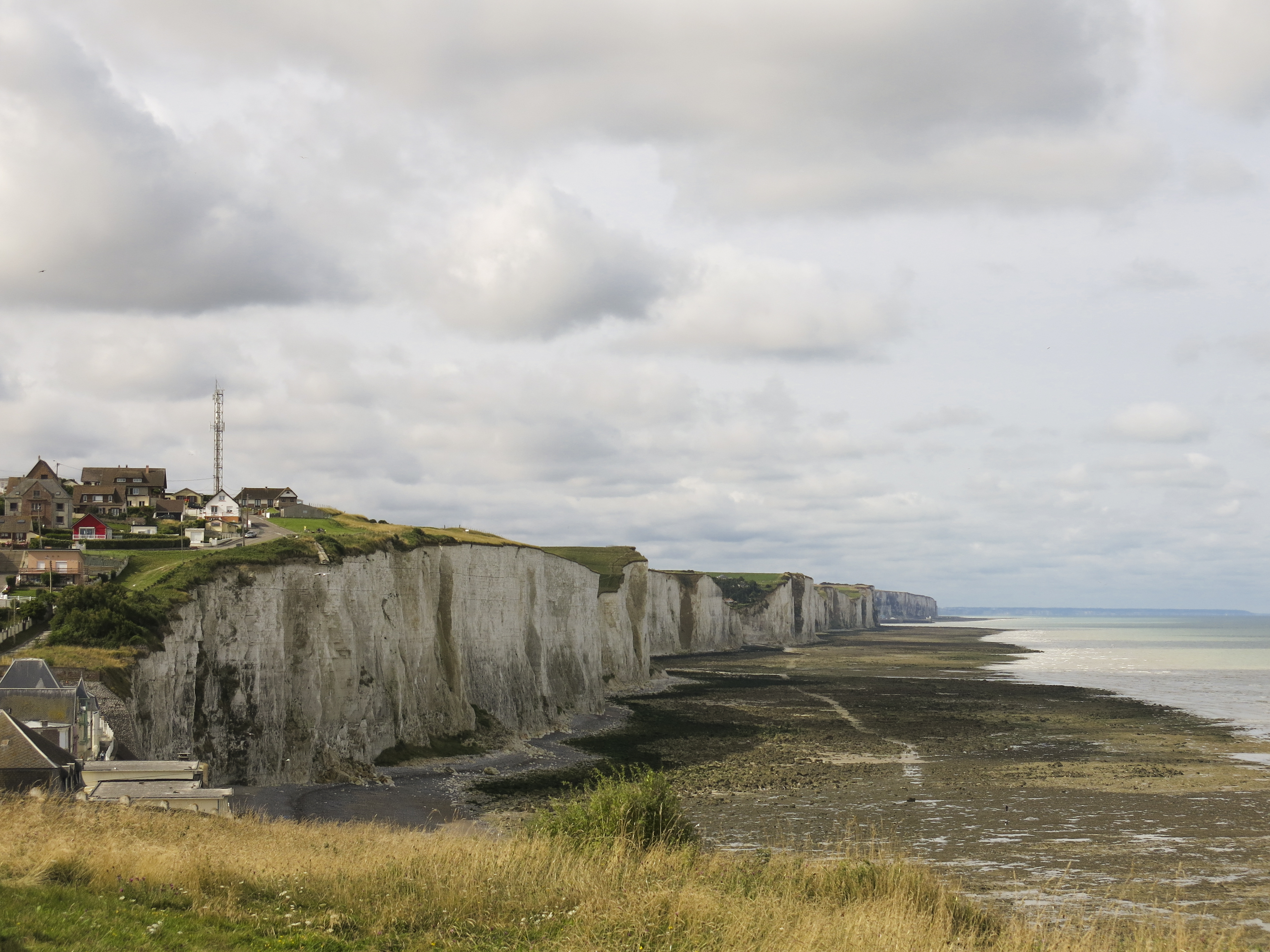

### Activitats econòmiques
Dels 67 establiments que hi havia el 2007, 2 eren d'empreses extractives, 3 d'empreses alimentàries, 4 d'empreses de construcció, 21 d'empreses de comerç i reparació d'automòbils, 2 d'empreses de transport, 14 d'empreses d'hostatgeria i restauració, 3 d'empreses financeres, 5 d'empreses immobiliàries, 5 d'empreses de serveis, 6 d'entitats de l'administració pública i 2 d'empreses classificades com a «altres activitats de serveis».
Dels 18 establiments de servei als particulars que hi havia el 2009, 1 era una oficina d'administració d'Hisenda pública, 1 gendarmeria, 1 oficina de correu, 1 una oficina bancària, 1 funerària, 1 taller de reparació d'automòbils i de material agrícola, 1 autoescola, 1 paleta, 1 guixaire pintor, 2 lampisteries, 1 perruqueria, 5 restaurants i 1 agència immobiliària.

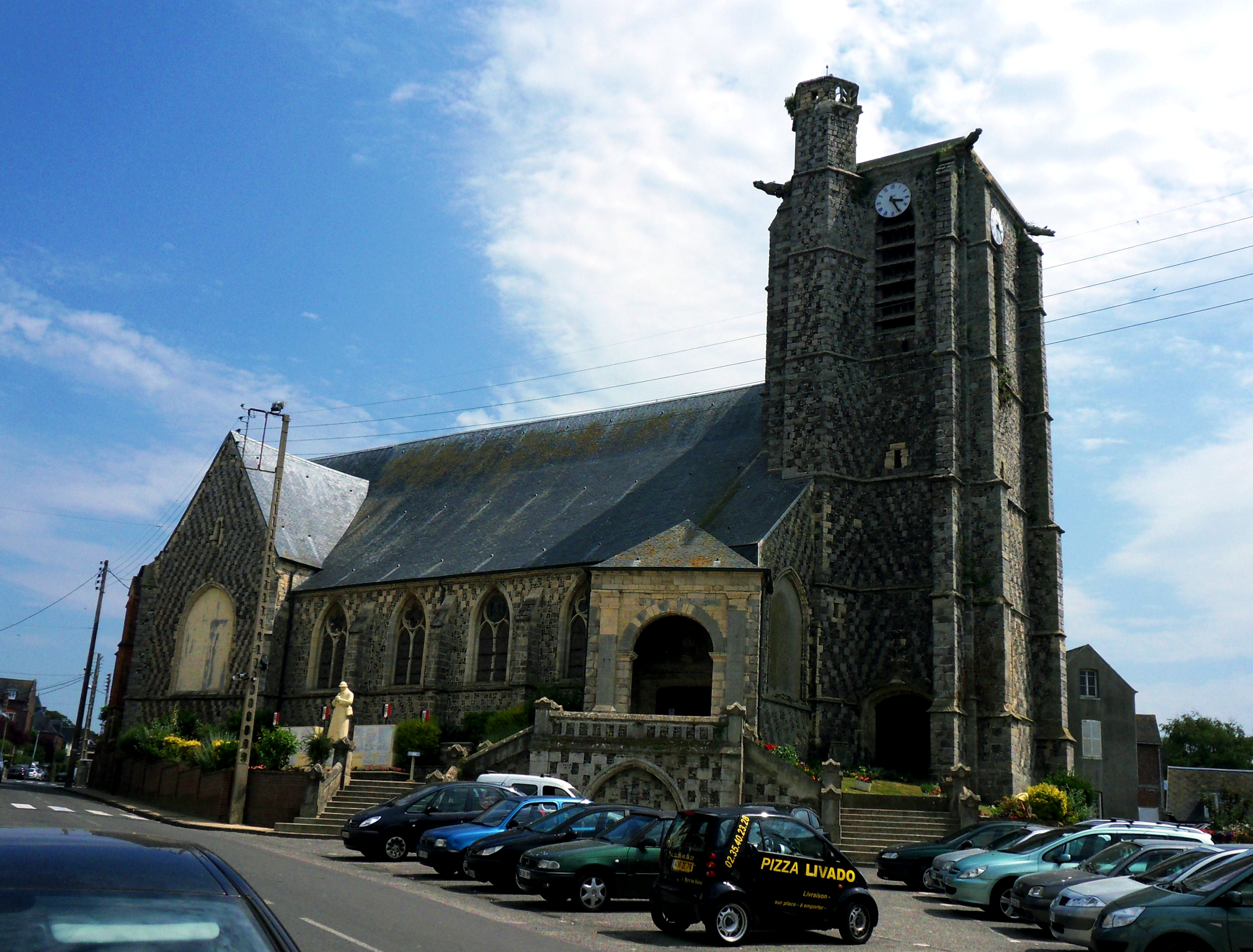

Dels 13 establiments comercials que hi havia el 2009, 1 era un hipermercat, 1 una botiga de més de 120 m², 1 una botiga de menys de 120 m², 3 carnisseries, 1 una botiga de congelats, 1 una peixateria, 2 botigues de roba, 1 una botiga de roba, 1 una perfumeria i 1 una joieria.
L'any 2000 a Ault hi havia 4 explotacions agrícoles.

## Equipaments sanitaris i escolars

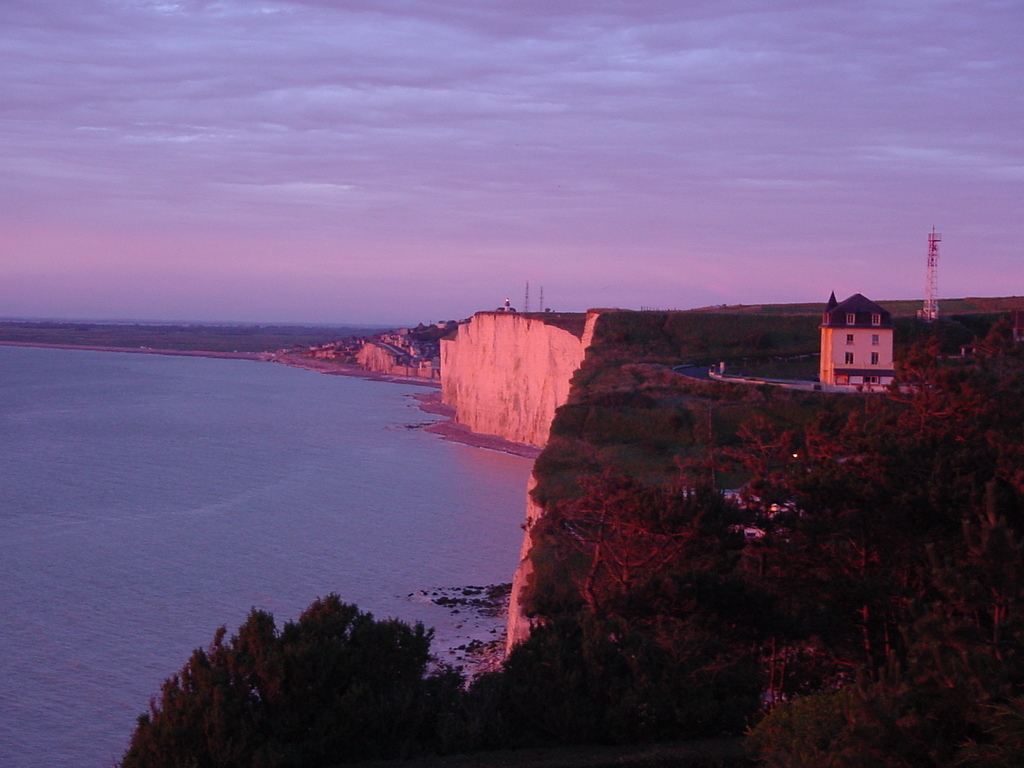

L'únic equipament sanitari que hi havia el 2009 era una farmàcia.
El 2009 hi havia 1 escola maternal i 1 escola elemental.

## Poblacions més properes
El següent diagrama mostra les poblacions més properes.